# باز لایتیر فرماندهی ستاره: ماجراجویی آغاز می‌شود
باز لایتیر فرماندهی ستاره: ماجراجویی آغاز می‌شود (به انگلیسی: Buzz Lightyear of Star Command: The Adventure Begins) یک پویانمایی ویدئویی آمریکایی محصول سال ۲۰۰۰ است که توسط استودیوی انیمیشن‌سازی والت دیزنی و استودیوی انیمیشن سازی پیکسار و با روش سل انیمیشن تولید شده است. این پویانمایی به عنوان سه قسمت اول و قسمت آزمایشی مجموعه تلویزیونی باز لایتیر فرماندهی ستاره به‌کار رفت و اسپین‌آفی بر مجموعه‌فیلم داستان اسباب‌بازی بود. از صداپیشگان این انیمیشن می‌توان به تیم آلن، پاتریک واربرتون، نیکول سالیوان و لری میلر اشاره کرد.

## دنباله‌ها و اقتباس‌ها
این انیمیشن در واقع از روی سریالی به نام بازلایتیر فرماندهی ستاره که در سال ۱۹۹۹ منتشر شد، ساخته شده است. همچنین از روی این انیمیشن یک بازی ویدئویی برای کنسول پلی‌استیشن، گیم بوی کالر و مایکروسافت ویندوز در سال ۲۰۰۰ ساخته شد.
در سال ۲۰۲۲دنباله این انیمیشن به نام لایتیر منتشر شد.